# Vyara
Vyara est une ville indienne située dans le district de Tapi dans l’État du Gujarat. En 2011, sa population était de 39 789 habitants.

## Source de la traduction
- (en) Cet article est partiellement ou en totalité issu de l’article de Wikipédia en anglais intitulé « Vyara » (voir la liste des auteurs).